# Stadler Tramlink
Der Tramlink ist eine Produktgruppe drei-, fünf- und siebenteiliger Straßenbahn-Fahrzeuge des Herstellers Stadler Rail Valencia, meist in Multigelenkbauweise. Auf den Markt gebracht wurde der Tramlink noch von der Firma Vossloh, die die Fertigung von Schienenfahrzeugen im spanischen Valencia 2016 an Stadler Rail verkaufte.

## Betreiber und Einsatzgebiete

### Prototypen und Fahrzeuge für León
Zunächst baute Vossloh zwei Prototypen in fünfteiliger, 32 m langer und 2,4 m breiter Ausführung als Zweirichtungswagen. Die Erprobung erfolgte ab 2011 auf dem Streckennetz der Straßenbahn Valencia. Außerdem waren für ein nicht umgesetztes Straßenbahnprojekt in León vier gleich aufgebaute Fahrzeuge bestellt worden. Einsätze dieser Fahrzeuge mit Fahrgästen sind nicht bekannt, ebenso der heutige Verbleib.

### Straßenbahn Rostock

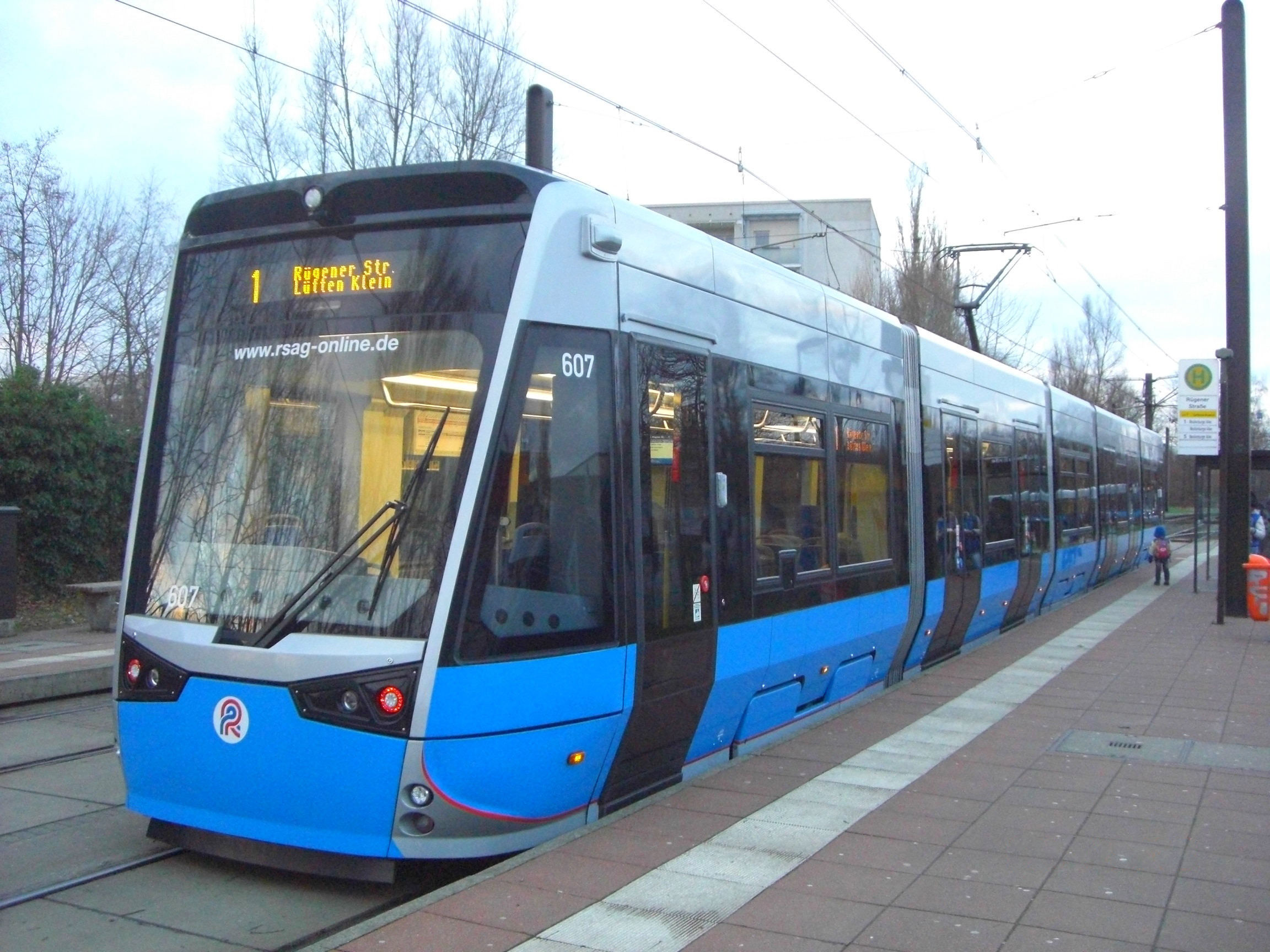
Tramlink 6N2 der Straßenbahn Rostock

Zwischen 2011 und 2014 erhielt die Straßenbahn Rostock von Vossloh Kiepe dreizehn Fahrzeuge in Einrichtungsbauart, welche seit Dezember 2014 schrittweise die Tatra-Trieb- und die Niederflur-Beiwagen ersetzten. Die Rostocker Tramlink weisen zwei Besonderheiten auf. Die 32 m langen und 2,65 m breiten Fahrzeuge sind im Bereich der Einstiegshöhe auf 2,3 m eingezogen. Dadurch kann die bestehende Infrastruktur wie z. B. Bahnsteinkanten ohne Umbauten weitergenutzt werden. Im Fahrzeugdach sind Hochleistungskondensatoren, sogenannte Superkondensatoren (Supercap), mit einer Kapazität von 0,9 kWh integriert. Sie speichern die beim Bremsvorgang gewonnene elektrische Energie, die anschließend wieder zum Beschleunigen sowie für Heizung und Klimatisierung verwendet werden kann. Dadurch erhofft man sich einen erheblich niedrigeren Gesamtenergiebedarf. Die je zwei Doppeltüren in den laufwerkslosen Mittelteilen sind jeweils 1300 mm breit, die Einzeltüren an den Enden 800 mm.

### Stern & Hafferl

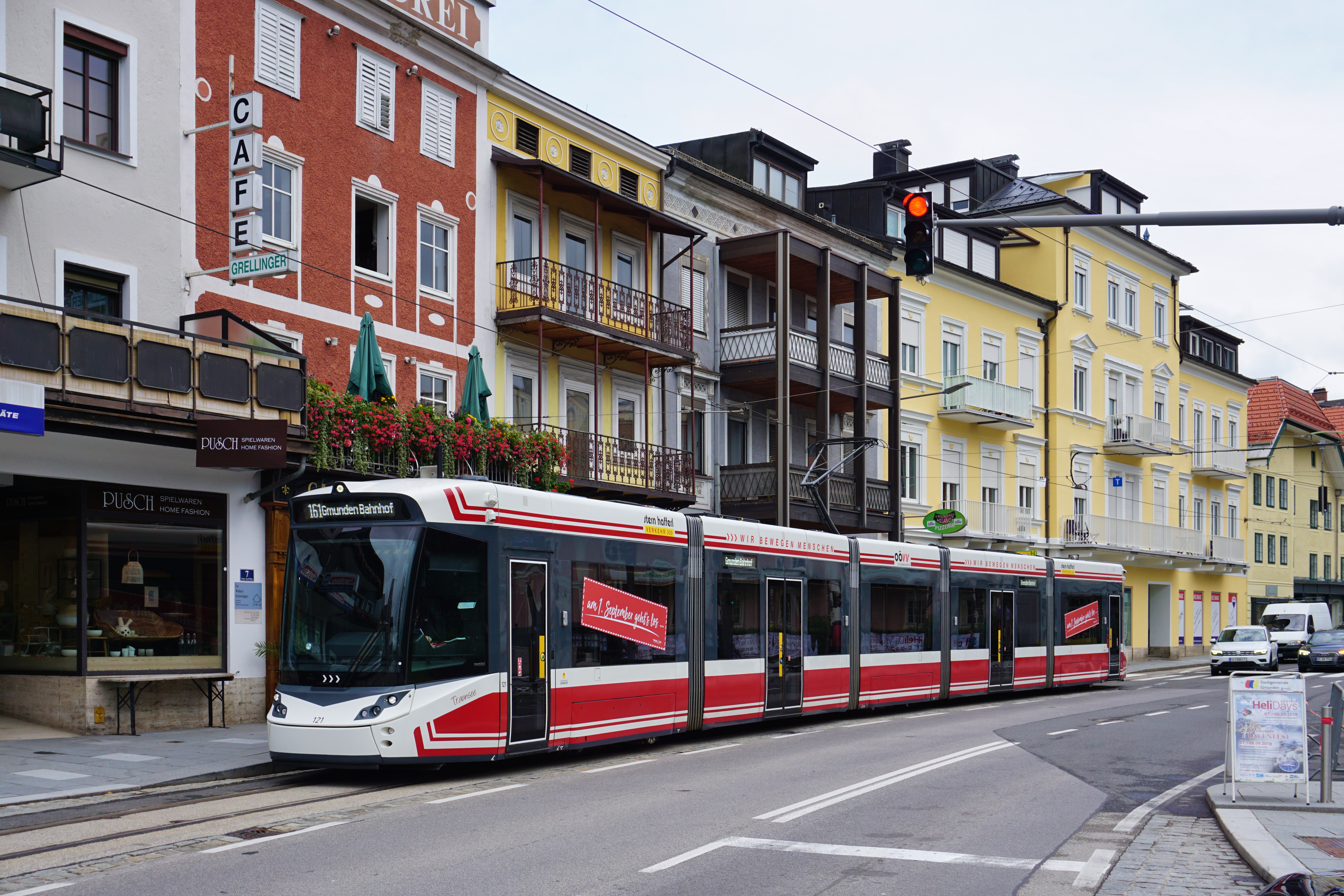
Tramlink V3 als Traunseetram in Gmunden

Nach Probefahrten mit einem Combino der Straßenbahn Nordhausen und einem längeren mietweisen Regeleinsatz von Cityrunnern der Innsbrucker Verkehrsbetriebe bestellte Stern & Hafferl im Rahmen einer Ausschreibung im Januar 2014 bei Vossloh Kiepe elf Zweirichtungsfahrzeuge des Typs Tramlink V3 für den Einsatz auf der Traunseebahn und der Attergaubahn. Produziert wurden sie im spanischen Werk von Vossloh Kiepe in Valencia. Damit die Triebzüge auf der Traunseebahn und der Straßenbahn Gmunden verkehren können, sind sie nach Eisenbahngesetz und Straßenbahnverordnung zugelassen. Mit der Auslieferung wurde im Dezember 2015 begonnen. Seit März 2016 werden die Wagen planmäßig auf der Traunseebahn eingesetzt. Am 1. September 2018 wurde die Traunseebahn mit der Straßenbahn Gmunden zur Traunseetram verbunden und mit Tramlink-Zügen von Stern & Hafferl betrieben.
Namen siehe Abschnitt Meterspurige Fahrzeuge im Artikel Fahrzeuge der Stern & Hafferl Verkehrsgesellschaft

### Stadtbahn Baixada Santista

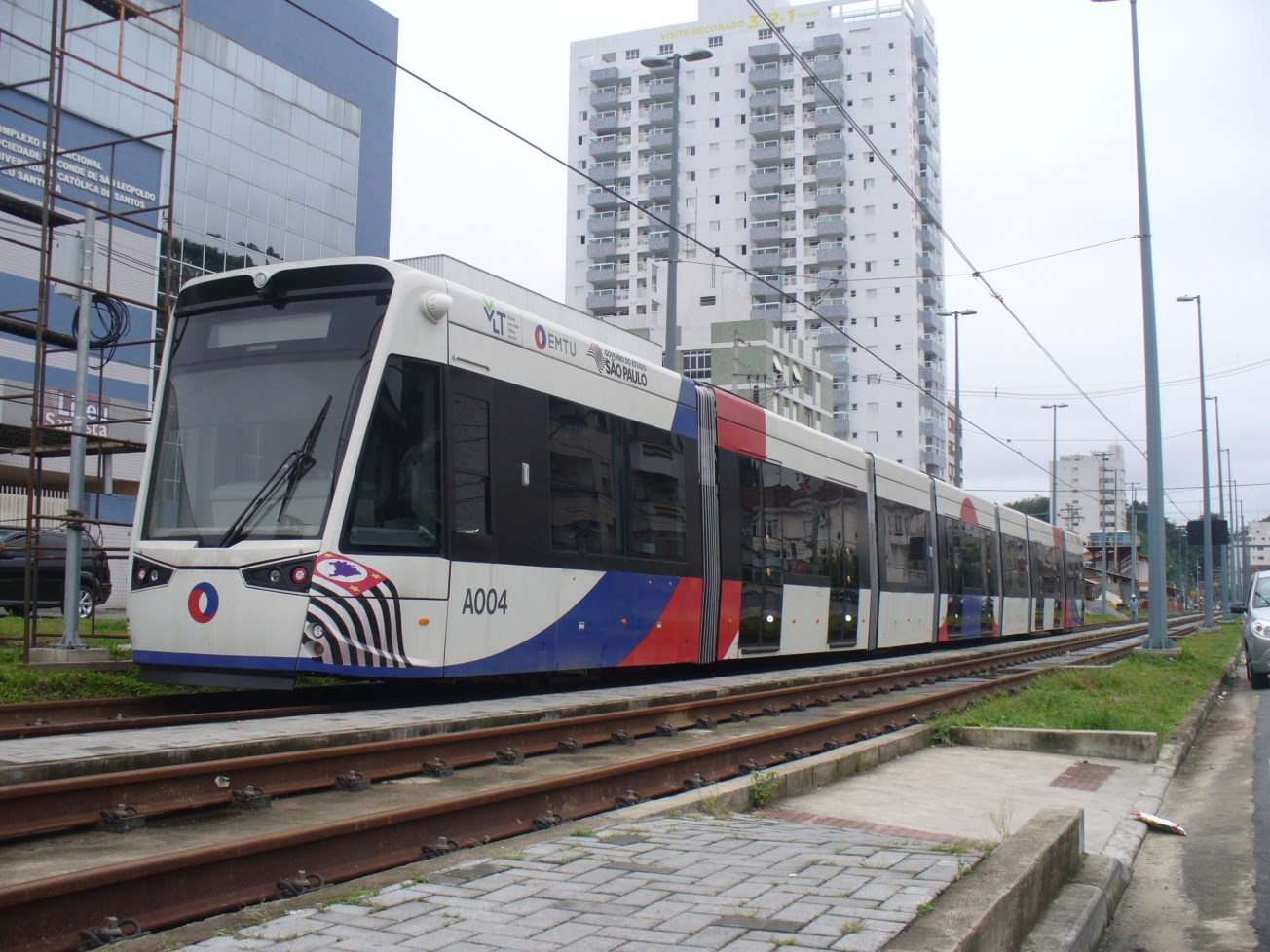
Tramlink V4 in Santos (Stadtbahn Baixada Santista)

Seit 2015 sind in der Metropolregion Baixada Santista in Brasilien Stadtbahnwagen des Typs Tramlink in Betrieb. Die Ende 2012 bestellten 43,7 m langen und 2,65 m breiten siebenteiligen Zweirichtungsfahrzeuge sind für den Betrieb auf einem fahrleitungslosen Streckenabschnitt im Stadtzentrum von Santos zusätzlich mit Akkumulatoren ausgerüstet.

### Lugano–Ponte Tresa
Die Ferrovie Luganesi entschieden sich im Sommer 2018 für den Kauf von neun Zügen des Typs Tramlink für annähernd 50 Millionen Franken. Der Vertrag enthält eine Option für drei weitere Fahrzeuge. Die siebenteiligen Züge werden im Werk Valencia gefertigt und ersetzen auf der Lugano-Ponte-Tresa-Bahn (FLP) die sieben Be 4/8 und Be 4/12 von 1978/79. Das erste Fahrzeug wurde am 11. März 2021 abgeliefert., das letzte ein Jahr später.

### Erfurt

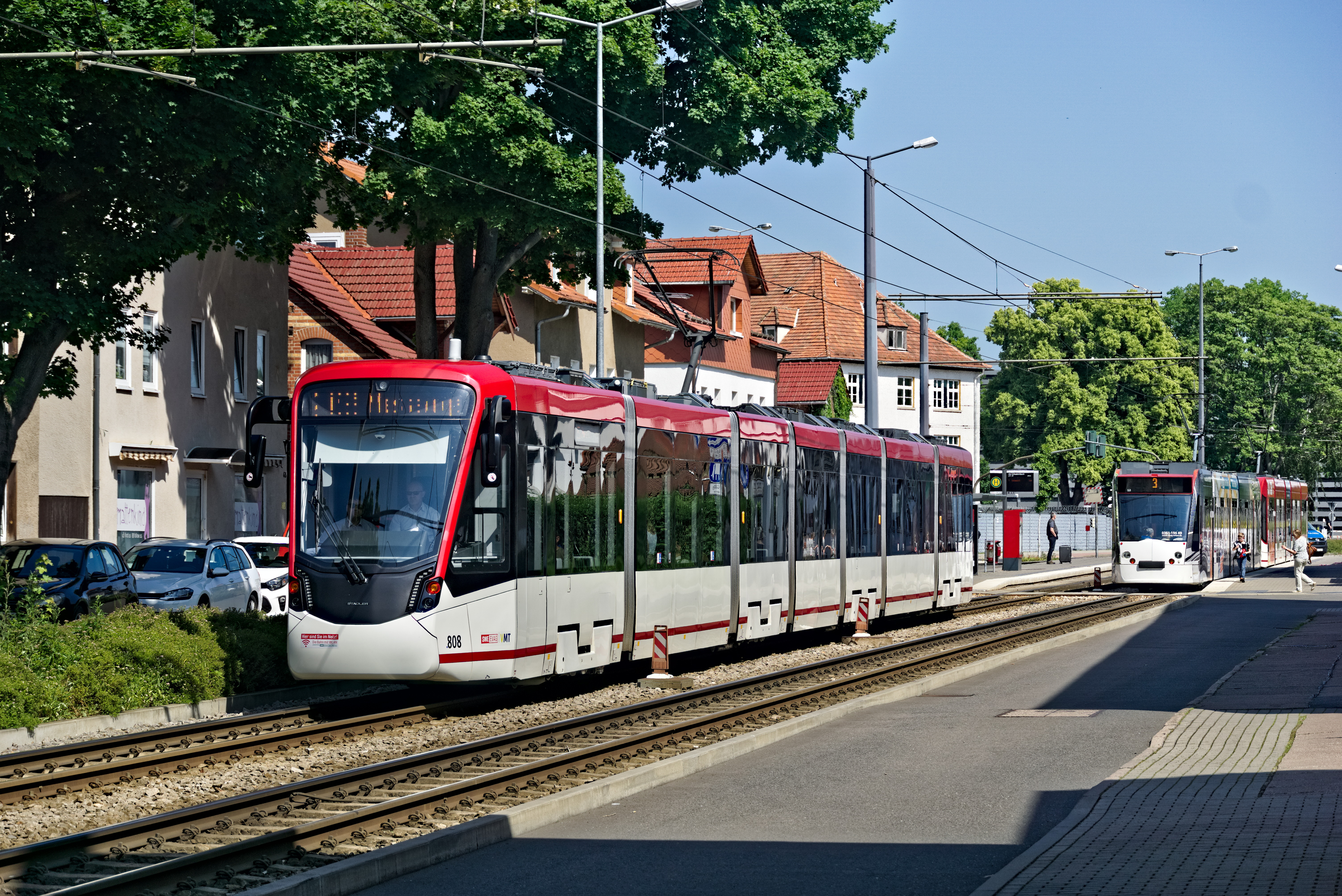
Tramlink in Erfurt

Die Erfurter Verkehrsbetriebe bestellten 2018 14 Tramlink-Triebwagen für die Straßenbahn Erfurt. Die Einrichtungsfahrzeuge sind 42 Meter lang und können 248 Personen transportieren. Sie werden seit 2021 eingesetzt; die Anschaffungskosten liegen bei 56 Millionen Euro. Die Fertigung erfolgt neben Stadler Valencia auch bei Stadler Pankow (Berlin). Von Juli bis August 2022 wurde ein Wagen nach Mainz ausgeliehen, um dort die Einsatzmöglichkeiten von Fahrzeugen dieser Länge zu erproben. Eine Tramlink-Bestellung aus Mainz folgte daraus nicht. Im Mai 2023 wurde die Einlösung der in der Erstbestellung vereinbarten Option von zehn weiteren Fahrzeugen bekanntgegeben.

### Waldenburgerbahn und Limmattalbahn

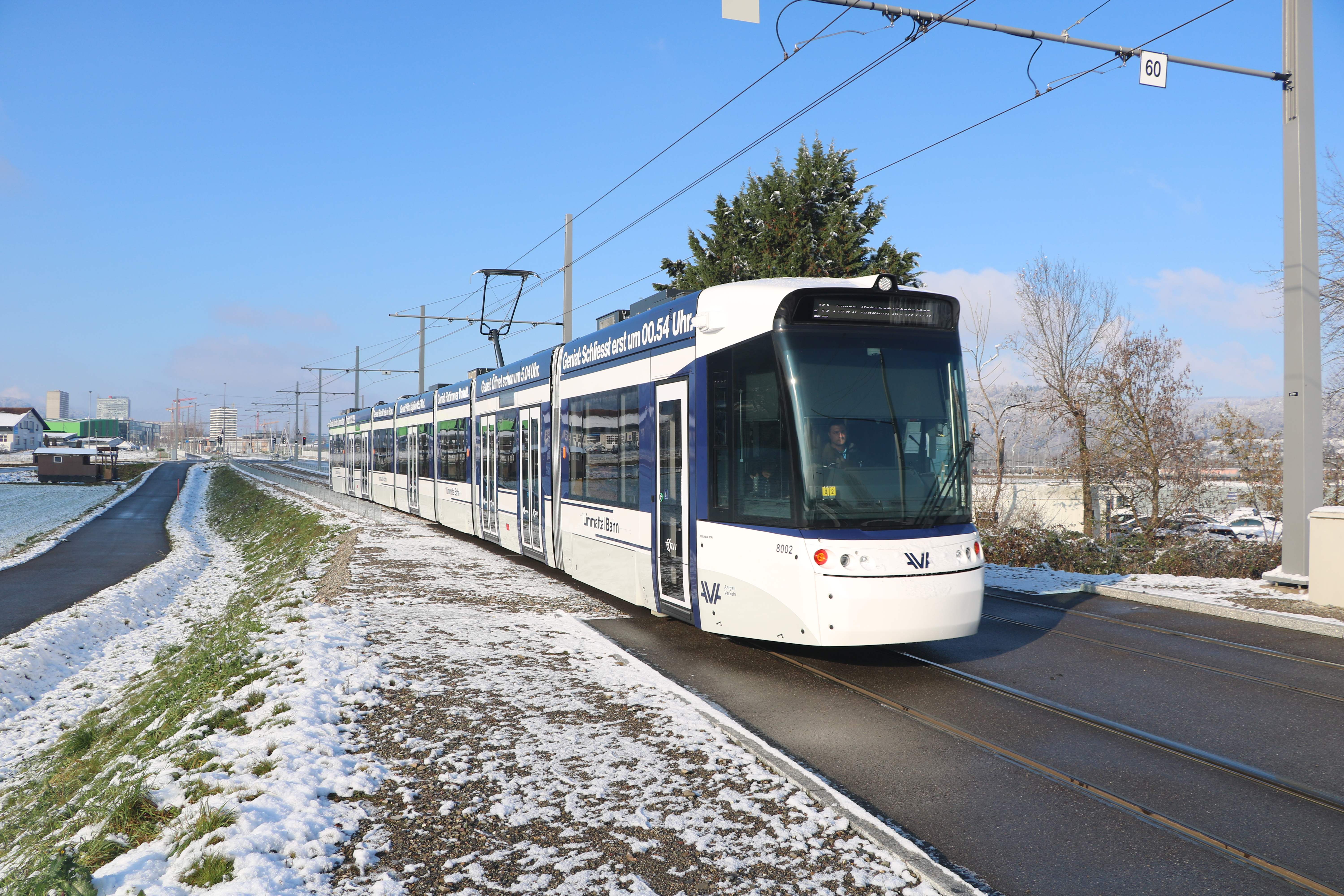
Tramlink auf der Limmattalbahn

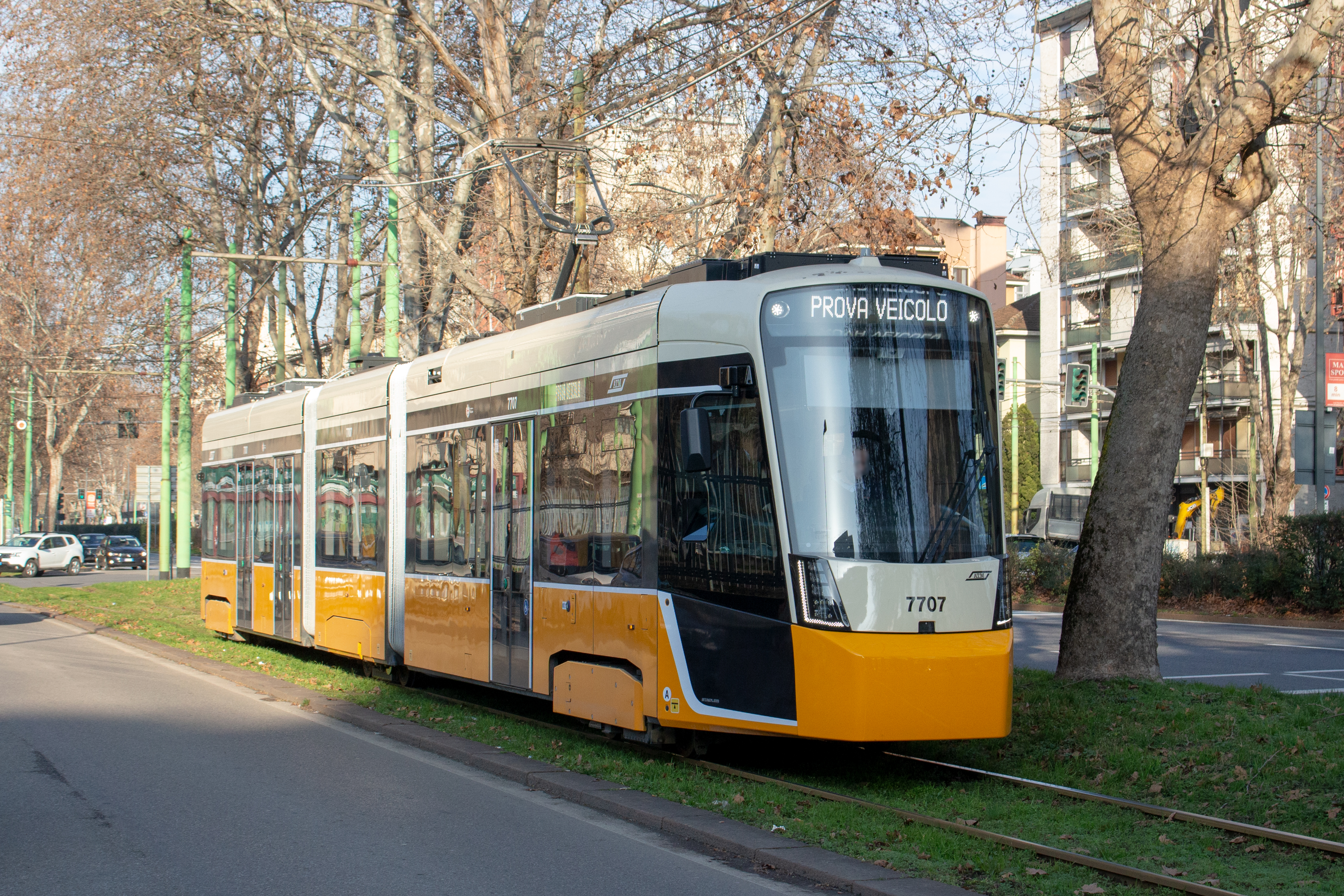
Tramlink in Mailand

Im Herbst 2018 wurde die gemeinsame Bestellung von 18 Siebenteilern des Typs Tramlink von Baselland Transport (BLT) und Aargau Verkehr (AVA) für 103 Millionen Franken bekanntgegeben. Die Züge mit einer Höchstgeschwindigkeit von 80 km/h verkehren seit Ende 2022 auf der Waldenburgerbahn (WB) und der neu erbauten Limmattalbahn. Die WB als (ehemals) einzige Schweizer Bahn mit einer Spurweite von 750 mm wurde zuvor auf Meterspur umgebaut. Die gemeinsame Bestellung der beiden Bahnen erlaubt namhafte Einsparungen bei Fahrzeugbeschaffung und -unterhalt. Auf der WB werden die rund 45 Meter langen Triebzüge während den Hauptverkehrszeiten in Doppeltraktion verkehren. Obwohl die von der Aargau-Verkehr-Tochterfirma BDWM Transport betriebene Limmattalbahn nicht mit einer Zugbeeinflussung ausgestattet wird, erhalten deren Tramlink-Fahrzeuge das Zugbeeinflussungssystem ZSI-127 für die Überführung zur BDWM-Werkstätte in Bremgarten sowie für den Bahnhofsbereich zwischen Dietikon Zentrum und Dietikon Bahnhof, wo sich die BDB und LTB die Strecke teilen.

### Mailand
Im Juli 2019 gewann Stadler eine Ausschreibung der Azienda Trasporti Milanesi über bis zu 80 Zweirichtungsfahrzeuge für die Straßenbahn Mailand. Die Erstbestellung umfasste 30 Fahrzeuge. Zwanzig sind für das städtische Netz und zehn für Überlandlinien vorgesehen. Im Gegensatz zu allen anderen Tramlink-Ausführungen handelt es sich nicht um reine Multigelenkwagen, sondern das kurze Mittelteil des dreiteiligen Fahrzeugs läuft auf einem nicht ausdrehbaren Laufwerk und die beiden längeren, aufgesattelten Endteile auf je einem Drehgestell. Dieses wurde vom Fahrzeugtyp Metelitsa von Stadler Minsk übernommen. Auf 25 Metern Länge befinden sich drei Türen pro Seite. Das erste Fahrzeug wurde im Dezember 2022 ausgeliefert. Der Einsatz begann erst im Februar 2025. Im Juni 2023 gewann Stadler eine weitere Ausschreibung für bis zu 50 weitere Fahrzeuge, von denen 25 Fahrzeuge fünfteilig mit eine Länge von 35 Metern und vier Türen pro Seiten sein sollen. Dabei wurden zunächst 14 Fahrzeuge mit 35 Metern Länge bestellt, die ab Juni 2026 ausgeliefert werden sollen. Zusätzlich wurden aus der ersten Rahmenvereinbarung 30 weitere Fahrzeuge bestellt.

### Bern
Im September 2019 bestellte Bernmobil vorerst 27 neue Tramlink-Fahrzeuge, die ab 2023 ausgeliefert werden. Der Vertrag für bis zu 50 Straßenbahnwagen wurde im Dezember 2019 unterschrieben. Es handelt sich um zwanzig Zweirichtungs- und sieben Einrichtungsfahrzeuge. Der erste Straßenbahn-Triebwagen wurde am 1. Februar 2023 angeliefert. Im Februar 2024 wurde die Lieferung auf unbestimmte Zeit unterbrochen, da an den neun bereits gelieferten Fahrzeugen zahlreiche Störungen auftraten. Ab Ende Oktober 2024 kam es infolge einer Flutkatastrophe in Spanien erneut zu Verzögerungen.

### Augsburg
Im Oktober 2019 gaben Stadler Rail und die Stadtwerke Augsburg die Bestellung von 11 Straßenbahnwagen bekannt, die Ende 2020 auf 15 Fahrzeuge erhöht wurde. Die siebenteiligen Multigelenk-Einrichtungsfahrzeuge sollten gemäß Vertrag ursprünglich ab Dezember 2022 zum Einsatz kommen. Aufgrund von Lieferverzögerungen werden die ersten Fahrzeuge im ersten Halbjahr 2023[veraltet] geliefert und zum Jahresende nach und nach in Betrieb gehen. Die vollständig niederflurig begehbaren und barrierefreien Fahrzeuge sind 42 Meter lang und bieten 231 Fahrgästen Platz, 86 davon auf Sitzplätzen.

### Jena
Im August 2020 gaben die Stadtwerke Jena-Pößneck die Bestellung von 24 Straßenbahnwagen mit einer Option über 19 weitere Fahrzeuge für die Straßenbahn Jena bekannt. Der Betreiber bezeichnet diese als Lichtbahn. Die 16 sieben- und 8 fünfteiligen Multigelenkwagen werden seit Mai 2023 geliefert. Im Dezember 2023 nahmen die ersten Fahrzeuge den regulären Betrieb auf. Die durchgehend niederflurig begehbaren Einheiten sind 41,88 bzw. 32,55 Meter lang und bieten 241 oder 180 Fahrgästen Platz, davon 80 oder 58 auf Sitzplätzen. Gegenüber den zuvor beschafften Fahrzeugen der Typen GT6M und Tramino wurde eine größere Breite von ungewöhnlichen 2,45 Metern gewählt. Die Sitzanordnungen in den Laufwerksmodulen variieren stark. Es gibt Reihen mit zwei Sitzen auf beiden Seiten, mit zwei Sitzen auf einer und einem überbreiten Platz auf der anderen Seite sowie mit überbreiten Einzelsitzen auf beiden Seiten. Ebenso bemerkenswert ist, dass die Doppeltüren in keinem Fall direkt einander gegenüber angeordnet wurden.
Der Hersteller übernimmt zusätzlich für 24 Jahre die Unterhaltung der Wagen, zudem wurde eine Option der Verlängerung um acht Jahre vereinbart.

### Potsdam
Im Dezember 2021 gaben Stadler Rail und die ViP die Bestellung von 10 Fahrzeugen des Typs Stadler Tramlink bekannt. Zudem besteht eine Option auf weitere 15 Fahrzeuge. Die vollständig niederflurigen und 42 Meter langen Fahrzeuge bieten Platz für 246 Fahrgäste, davon 74 Sitzplätze, und besitzen 8 Türen. Bei der Bestellung war der Beginn der Auslieferung noch für 2024 geplant. Er verzögerte sich jedoch auf März 2025.

### Genf
Die Transports publics genevois bestellten 38 siebenteilige Tramlink für die Strassenbahn Genf. Die Multigelenkwagen sollen ab Ende 2024 als Ersatz für die erste Niederflurgeneration und für den Betrieb neuer Strecken geliefert werden. Die Zweirichtungsfahrzeuge werden 44 Meter lang und 2,3 Meter breit. Es besteht eine Option für bis zu 25 weitere Tramlink.

### Lausanne
Im Herbst 2022 gab die Transports publics de la région lausannoise die Bestellung von 10 neuen Tramlink bekannt. Diese sollen auf der neuen Straßenbahnlinie von Lausanne nach Renens fahren. Die Fahrzeuge sind 2,65 m breit und 45 m lang. Diese Tramlinks werden die einzigen mit Normalspur in der Schweiz sein.

### Valencia und Alicante
Die Ferrocarrils de la Generalitat Valenciana (FGV) und Stadler veröffentlichten am 2. März 2023 die Bestellung von 16 siebenteiligen Tramlink. Es bestehen zwei Optionen über je sechs weitere Tramlink. Die meterspurigen Fahrzeuge sind für die Straßenbahnen Valencia und Alicante vorgesehen und erhalten Betriebsnummern ab 4500. Sie sind 45 Meter lang und 2,4 Meter breit.

### Thüringerwaldbahn und Straßenbahn Gotha
Am 30. Mai 2025 bestellte die Thüringerwaldbahn und Straßenbahn Gotha vier 32,5 Meter lange Fahrzeuge. Bei Vertragsabschluss war die Lieferung für Mitte 2027 vorgesehen. In der Ausschreibung waren zudem Optionen über sechs weitere Fahrzeuge vorgesehen. Gemäß der veröffentlichten Visualisierung handelt es sich um eine fünfteilige Variante mit der gleichen Türanordnung wie für Jena. Auch die ungewöhnliche Breite von 2,45 Metern entspricht den Jenaer Fahrzeugen. 

### Camp de Tarragona
Im Juli 2025 erhielt Stadler einen Auftrag zur Lieferung sieben fünfteiliger Tramlinks für das Straßenbahnprojekt TramCamp in Camp de Tarragona. Die Zweirichtungswagen sollen Lithiumtitanat-Akkumulatoren für eine oberleitungsfreie Reichweite von 9,9 Kilometern erhalten. Beidseitig sind sechs Doppeltüren angeordnet. Die Höchstgeschwindigkeit soll 81 km/h betragen.

## Technische Beschreibung

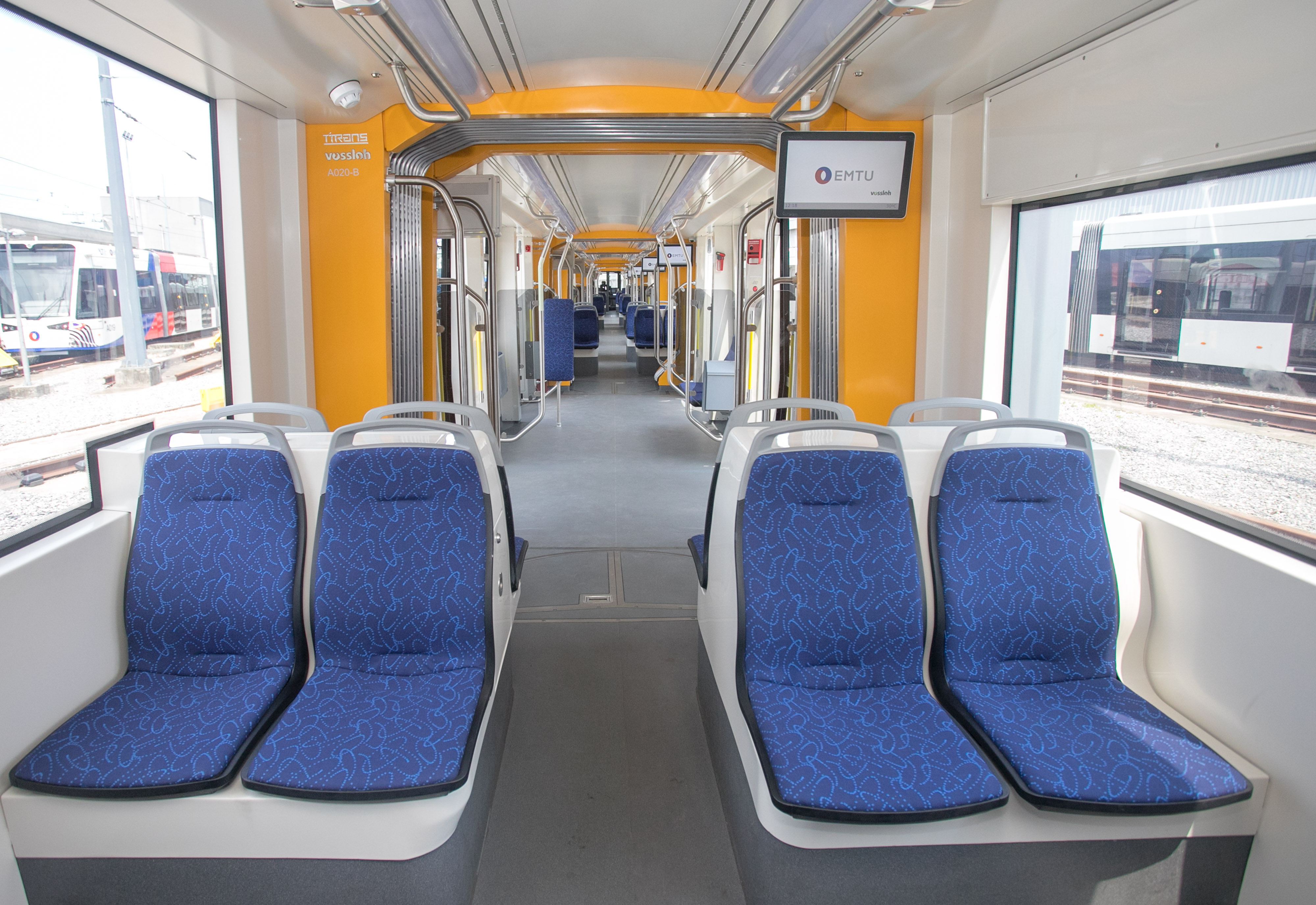
Inneneinrichtung eines Tramlinks der Stadtbahn Santos. Unter den acht Sitzplätzen befindet sich ein konventioneller Radsatz.

Tramlink-Straßenbahnwagen sind als Ein- oder Zweirichtungsfahrzeuge mit verschiedenen Kastenbreiten für Regelspur, Meterspur und für eine Spurweite von 900 mm lieferbar.

### Mechanischer Teil

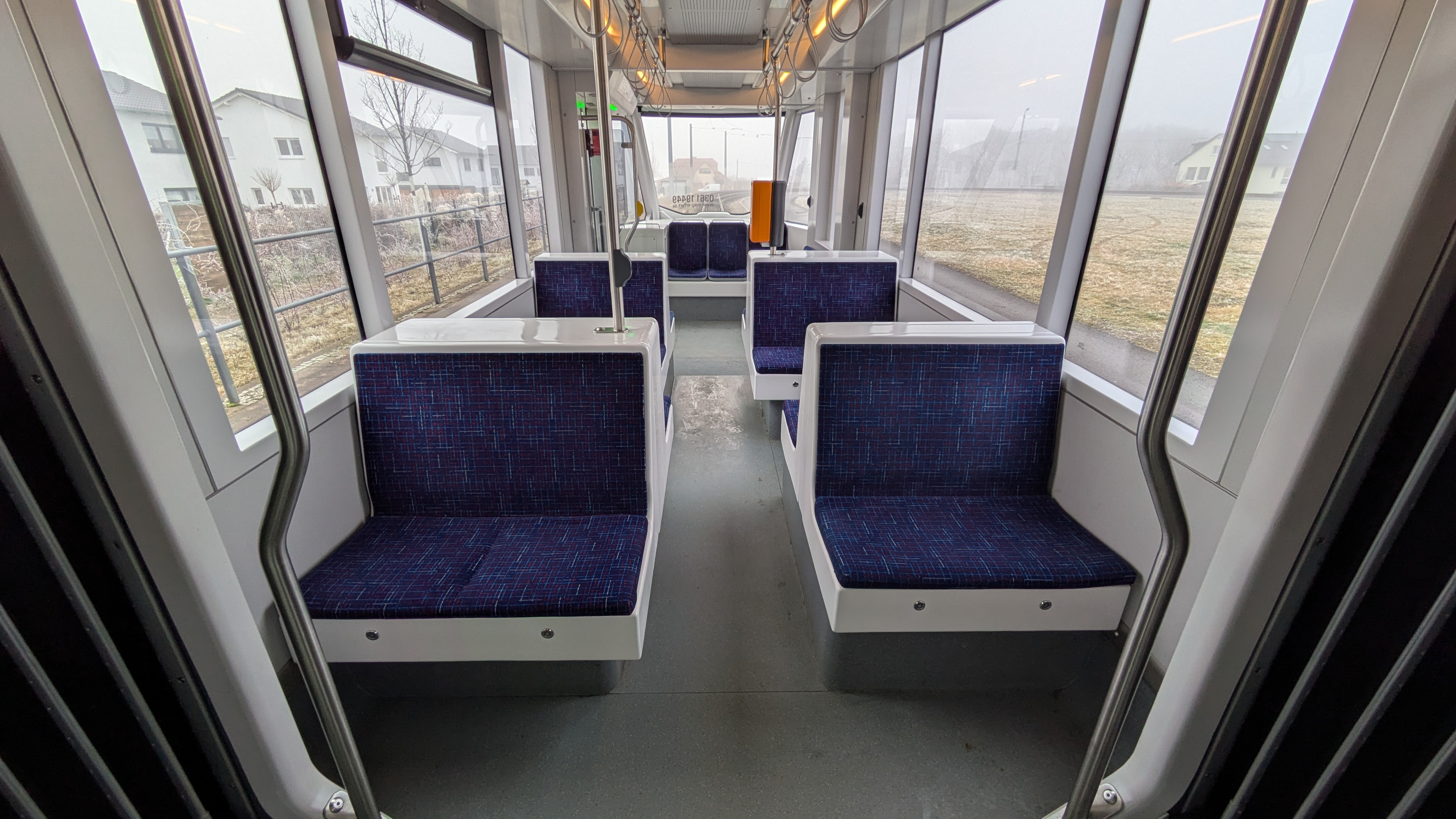
Fahrgastraum über einem Laufwerk eines Erfurter Tramlink mit etwas außermittigem und nicht ganz geradem Gang – die Motoren befinden sich zwischen den Rückenlehnen der breiteren Sitzbänke

Die fünf- oder siebenteiligen Multigelenkwagen bestehen aus den angetriebenen Endmodulen und einem oder zwei Mittelmodulen mit einem Laufwerk, die jeweils mit einem laufwerklosen Wagenkasten miteinander verbunden sind. Sowohl die Triebgestelle der Endmodule als auch die Laufgestelle der Mittelmodule sind mit Regelradsätzen mit durchgehenden Achswellen versehen. Bei den Siebenteilern der Lugano-Ponte-Tresa-Bahn ist eines der beiden Mittelmodule angetrieben. Die Laufgestelle mit zweistufiger Gummiroll- und Schraubenfederung, gummigefederten Radreifen und relativ großem Raddurchmesser sorgen für gute Laufeigenschaften. Trotz der Regelradsätze sind die Fahrzeuge ohne Stufen und durchgehend niederflurig. Bei den beiden Prototypen liegt die Bodenhöhe über den Laufwerken bei 450 mm und ist über Rampen mit einer Neigung von 5 % mit den laufwerkslosen Mittelteilen mit 360 mm verbunden, zu den Einstiegsbereichen an den Enden mit Rampen von 10 % Neigung. Die beiden Fahrmotoren eines Laufwerks sind jeweils über einem Rad zwischen den Rückenlehnen der Sitze angeordnet und zusammen mit dem Getriebe vollständig abgefedert. Insgesamt befinden sich bei konsequenter 2+2-Bestuhlung 16 Sitzplätze über jedem Laufwerk. Die Wagenkästen sind vollständig aus rostfreiem Stahl gefertigt und erfüllen die Crashnorm DIN EN 15227.

### Antrieb und Bremsen
Die Stromrichter und die Hilfsbetriebeumrichter werden direkt von der Oberleitung versorgt, wobei aus Drosselspulen und Kondensatoren bestehende Filter die Eingangsspannung glätten. Jedes Triebdrehstell verfügt über einen eigenen Stromrichter zur Versorgung der beiden Drehstrom-Asynchronmotoren. Deren Statoren sind mit Wasserkühlung ausgestattet. Im Rekuperationsbremsbetrieb erzeugt der Stromrichter Gleichstrom, der in das Fahrleitungsnetz zurückgespeist wird. Während des Bremsens werden zudem sämtliche Verbraucher im Zug mit Bremsenergie versorgt. Bei fehlender Aufnahmefähigkeit des Oberleitungsnetzes arbeitet die elektrische Bremse als Widerstandsbremse. Die Antriebssteuerung reagiert selbstständig auf Schleudern und Gleiten der Treibradsätze. Ein Großteil der elektrischen Ausrüstung inklusive der fremdbelüfteten Bremswiderstände und der Kühlgeräte für die Klimaanlage befinden sich auf dem Dach.
Zusätzlich zur elektrischen Bremse verfügen die Triebzüge über eine hydraulische Federspeicherbremse, die als Festhaltebremse zum Einsatz kommt. In Notfällen können die in jedem Drehgestell vorhandenen Magnetschienenbremsen ausgelöst werden.

## Variantenübersicht
Die Abkürzungen der Bahnunternehmungen sind mit dem entsprechenden Abschnitt im Kapitel Betreiber und Einsatzgebiete verlinkt.
| Vossloh Tramlink                  | Vossloh Tramlink                                               | Vossloh Tramlink      | Vossloh Tramlink                  | Vossloh Tramlink                  | Stadler Tramlink           | Stadler Tramlink          | Stadler Tramlink               | Stadler Tramlink    | Stadler Tramlink         |
| --------------------------------- | -------------------------------------------------------------- | --------------------- | --------------------------------- | --------------------------------- | -------------------------- | ------------------------- | ------------------------------ | ------------------- | ------------------------ |
| Betreiber:                        | Prototypen und Fahrzeuge für nicht umgesetztes Projekt in León | Rostocker Straßenbahn | Stern & Hafferl                   | Stern & Hafferl                   | VLT da Bai- xada Santista  | Ferrovie Luganesi         | Erfurter Verkehrsbetriebe      | Baselland Transport | Aargau Verkehr           |
| Stadt:                            | Prototypen und Fahrzeuge für nicht umgesetztes Projekt in León | Rostock               | Gmunden                           |                                   | Santos / São Vicente       | Lugano                    | Erfurt                         |                     |                          |
| Netz:                             | Prototypen und Fahrzeuge für nicht umgesetztes Projekt in León | Straßenbahn Rostock   | Traunseebahn                      | Atterseebahn                      | Stadtbahn Baixada Santista | Lugano-Pon- te-Tresa-Bahn | Straßenbahn Erfurt             | Waldenburgerbahn    | Limmattalbahn            |
| Bauartbezeichnung:                | Prototypen und Fahrzeuge für nicht umgesetztes Projekt in León | Tramlink 6N2          | Tramlink V3                       | Tramlink V3                       | Tramlink V4                | Be 6/8                    | Tramlink V4                    | Be 6/8              | Be 6/8                   |
| Nummerierung:                     |                                                                | 601–613               | 121–123, 127–131                  | 124–126                           |                            | 51–59                     | 801–814                        | 101–110             | 8001–8008                |
| Anzahl:                           | 2+4                                                            | 13                    | 8                                 | 3                                 | 22                         | 9                         | 14+10                          | 10                  | 8                        |
| Herstellerwerk:                   |                                                                | Valencia-Albuixech    | Valencia-Albuixech                | Valencia-Albuixech                | Valencia-Albuixech         | Valencia-Albuixech        | Valencia-Albuixech             | Valencia-Albuixech  | Valencia-Albuixech       |
| Baujahre:                         |                                                                | 2014                  | 2016/2017                         | 2016/2017                         | 2015                       | 2020                      | 2021                           | 2022/2023           | 2022                     |
| Achsformel:                       | Bo’2’Bo’                                                       | Bo’2’Bo’              | Bo’2’Bo’                          | Bo’2’Bo’                          | Bo’2’2’Bo’                 | Bo’2’Bo’Bo’               | Bo’2’Bo’Bo’                    | Bo’2’Bo’Bo’         | Bo’2’Bo’Bo’              |
| Anzahl Module:                    | 5                                                              | 5                     | 5                                 | 5                                 | 7                          | 7                         | 7                              | 7                   | 7                        |
| Spurweite:                        | 1000 mm                                                        | 1435 mm               | 1000 mm                           | 1000 mm                           | 1435 mm                    | 1000 mm                   | 1000 mm                        | 1000 mm             | 1000 mm                  |
| Ein-/Zweirichtungsfahrzeug:       | ⇄                                                              | →                     | ⇄                                 | ⇄                                 | ⇄                          | ⇄                         | →                              | ⇄                   | ⇄                        |
| Länge über Kupplung:              | 32,00 m                                                        | 32,00 m               | 32,00 m                           | 32,00 m                           | 43,70 m                    | 45,42 m                   | 42,49 m                        | 45 m                | 45 m                     |
| Breite:                           | 2400 mm                                                        | 2650 mm               | 2400 mm                           | 2400 mm                           | 2650 mm                    | 2400 mm                   | 2300 mm                        | 2400 mm             | 2400 mm                  |
| Höhe:                             | 3450 mm                                                        | 3510 mm               | 3600 mm                           | 3600 mm                           | 3560 mm                    | 3560 mm                   | 3610 mm                        | 3610mm              | 3610mm                   |
| Kleinster Kurvenradius:           | 18 m                                                           | 18 m                  | 17 m                              | 17 m                              | 25 m                       | 20 m                      | 16 m                           |                     |                          |
| Leermasse:                        | 40,8 t                                                         | 43,9 t                | 41,3 t                            | 41,3 t                            |                            |                           | 52,53 t                        |                     |                          |
| Höchstgeschwindigkeit:            |                                                                | 70 km/h               | 70 km/h                           | 70 km/h                           | 70 km/h                    | 80 km/h                   | 70 km/h (auf 63 km/h begrenzt) | 80 km/h             | 80 km/h                  |
| Dauerleistung:                    | 4 × 105 kW                                                     | 4 × 100 kW            | 4 × 100 kW                        | 4 × 100 kW                        | 4 × 105 kW                 | 6 × 100 kW                | 6 × 100 kW                     |                     |                          |
| Raddurchmesser (neu):             | 600 mm                                                         | 600 mm                | 600 mm                            | 600 mm                            | 600 mm                     | 600 mm                    |                                |                     |                          |
| Stromsystem:                      |                                                                | 600/750 V =           | 600/750 V =                       | 600/750 V =                       | 750 V =                    | 1200 V =                  | 750 V =                        | 1500 V =            | 600/1200 V =             |
| Sitzplätze:                       | 42                                                             | 71                    | 60 + 15 Klappsitze                | 60 + 15 Klappsitze                | 74                         | 70                        | 92                             | 88                  | 88                       |
| Stehplätze (4 Pers./m²):          | 156                                                            | 139                   | 100                               | 100                               | 272                        | 228                       | 156                            | 172                 | 172                      |
| Einstiegshöhe:                    | 315 mm                                                         | 290 mm                | 290 mm                            | 290 mm                            | 300 mm                     | 320 mm                    | 300 mm                         |                     |                          |
| Anzahl Doppeltüren: Einfachtüren: | 4 je Seite 2 je Seite                                          | 4 2                   | 2 je Seite                        | 2 je Seite                        | 6 pro Seite 1 pro Seite    | 8 pro Seite               | 5 2                            |                     |                          |
| Besonderheiten:                   | kein Einsatz                                                   | Supercaps             | zugelassen nach EisbG und StrabVO | zugelassen nach EisbG und StrabVO | auch mit Akkubetrieb       |                           |                                | Stadler CBTC        | Zugbeeinflussung ZSI-127 |
| Quelle:                           | [ 1 ]                                                          | [ 45 ]                | [ 4 ]                             | [ 4 ]                             | [ 9 ]                      | [ 46 ]                    | [ 12 ]                         | [ 15 ]              | [ 15 ]                   |

| Stadler Tramlink                  | Stadler Tramlink                  | Stadler Tramlink           | Stadler Tramlink        | Stadler Tramlink   | Stadler Tramlink                | Stadler Tramlink                | Stadler Tramlink                | Stadler Tramlink        | Stadler Tramlink            | Stadler Tramlink                            | Stadler Tramlink                          | Stadler Tramlink                        | Stadler Tramlink         |
| --------------------------------- | --------------------------------- | -------------------------- | ----------------------- | ------------------ | ------------------------------- | ------------------------------- | ------------------------------- | ----------------------- | --------------------------- | ------------------------------------------- | ----------------------------------------- | --------------------------------------- | ------------------------ |
| Betreiber:                        | Azienda Trasporti Milanesi        | Azienda Trasporti Milanesi | Bernmobil               | Bernmobil          | Augsburger Verkehrsgesellschaft | Stadtwerke Energie Jena-Pößneck | Stadtwerke Energie Jena-Pößneck | Verkehrsbetrieb Potsdam | Transports publics genevois | Transports publics de la région lausannoise | Ferrocarrils de la Generalitat Valenciana | Thüringerwaldbahn und Straßenbahn Gotha |                          |
| Stadt:                            | Mailand                           | Mailand                    | Bern                    | Bern               | Augsburg                        | Jena                            | Jena                            | Potsdam                 | Genf                        | Lausanne                                    | Valencia, Alicante                        | Gotha                                   | Camp de Tarragona        |
| Netz:                             | Straßenbahn Mailand               | Straßenbahn Mailand        | Straßenbahn Bern        | Straßenbahn Bern   | Straßenbahn Augsburg            | Straßenbahn Jena                | Straßenbahn Jena                | Straßenbahn Potsdam     | Strassenbahn Genf           | Strassenbahn Lausanne                       | Straßenbahn Valencia, Stadtbahn Alicante  | Straßenbahn Gotha                       |                          |
| Bauartbezeichnung:                |                                   |                            | Be 6/8                  | Be 6/8             |                                 | Lichtbahn                       | Lichtbahn                       |                         |                             |                                             |                                           |                                         | Tramlink V3              |
| Nummerierung:                     | 7201–                             |                            | 901–907, 911–930        | 901–907, 911–930   | 901–915                         | 801–816                         | 851–858                         | 441–450 (451–465)       |                             |                                             | 4500                                      |                                         |                          |
| Anzahl:                           | 60                                | 14                         | 20                      | 7                  | 11+4                            | 16                              | 8                               | 10                      | 38                          | 10                                          | 16                                        | 4                                       | 7                        |
| Anzahl:                           | + (45 Option)                     | + (11 Option)              | + (23 Option)           | + (23 Option)      | + (12 Option)                   | + (19 Option)                   | + (19 Option)                   | + (15 Option)           | + (25 Option)               | 10                                          | + (12 Option)                             | + (6 Option)                            |                          |
| Herstellerwerk:                   | Valencia-Albuixech                | Valencia-Albuixech         | Valencia-Albuixech      | Valencia-Albuixech | Valencia-Albuixech              | Valencia-Albuixech              | Valencia-Albuixech              | Valencia-Albuixech      | Valencia-Albuixech          | Valencia-Albuixech                          | Valencia-Albuixech                        | Valencia-Albuixech                      | Valencia-Albuixech       |
| Baujahre:                         | 2022–                             | 2026–                      | ab 2023                 | ab 2023            | ab 2022                         | ab 2023                         | ab 2023                         | ab 2025                 | ab 2024                     |                                             |                                           |                                         |                          |
| Achsformel:                       |                                   |                            | Bo’Bo’2’Bo’             | Bo’Bo’2’Bo’        |                                 |                                 |                                 |                         |                             |                                             |                                           |                                         |                          |
| Anzahl Module:                    | 3                                 | 5                          | 7                       | 7                  | 7                               | 7                               | 5                               | 7                       | 7                           | 7                                           | 7                                         | 5                                       | 5                        |
| Spurweite:                        | 1445 mm                           | 1445 mm                    | 1000 mm                 | 1000 mm            | 1000 mm                         | 1000 mm                         | 1000 mm                         | 1435 mm                 | 1000 mm                     | 1435 mm                                     | 1000 mm                                   | 1000 mm                                 | 1435 mm                  |
| Ein-/Zweirichtungsfahrzeug:       | ⇄                                 | ⇄                          | ⇄                       | →                  | →                               | ⇄                               | ⇄                               | →                       | ⇄                           | ⇄                                           | ⇄                                         | ⇄                                       | ⇄                        |
| Länge über Kupplung:              | 25,4 m                            | 35 m                       | 42,5 m                  | 42,5 m             | 42 m                            | 41,9 m                          | 32,6 m                          | 42 m                    | 44 m                        | 45 m                                        | 45 m                                      | 32,5 m                                  | 33,62 m                  |
| Breite:                           | 2400 mm                           | 2400 mm                    | 2300 mm                 | 2300 mm            | 2300 mm                         | 2450 mm                         | 2450 mm                         | 2300 mm                 | 2300 mm                     | 2650 mm                                     | 2400 mm                                   | 2450 mm                                 | 2650 mm                  |
| Höhe:                             | 3685 mm                           | 3685 mm                    | 3560 mm                 | 3560 mm            |                                 | 3560 mm                         | 3560 mm                         |                         |                             |                                             |                                           |                                         |                          |
| Kleinster Kurvenradius:           | 17 m                              | 17 m                       | 16,5 m                  | 16,5 m             |                                 | 20 m                            | 20 m                            | 19,5 m                  |                             |                                             |                                           |                                         |                          |
| Leermasse:                        |                                   |                            |                         |                    | 52,3 t                          |                                 |                                 |                         |                             |                                             |                                           |                                         |                          |
| Höchstgeschwindigkeit:            | 60 km/h                           | 60 km/h                    | 70 km/h                 | 70 km/h            | 70 km/h                         | 70 km/h                         | 70 km/h                         |                         |                             |                                             |                                           |                                         | 81 km/h                  |
| Dauerleistung:                    | 4 × 105 kW                        | 4 × 105 kW                 | 6 × 105 kW              | 6 × 105 kW         | 6 × 100 kW                      | 6 × 105 kW                      | 4 × 105 kW                      | 6 × 100 kW              |                             |                                             |                                           |                                         |                          |
| Raddurchmesser (neu):             | 610 mm                            | 610 mm                     | 600 mm                  | 600 mm             |                                 | 610 mm                          | 610 mm                          |                         |                             |                                             |                                           |                                         |                          |
| Stromsystem:                      | 600 V =                           | 600 V =                    | 600/750 V =             | 600/750 V =        | 750 V =                         | 750 V =                         | 750 V =                         | 750 V =                 | 600 V =                     |                                             |                                           |                                         | 750 V =                  |
| Sitzplätze:                       |                                   |                            | 52                      | 68                 | 86                              | 80                              | 58                              | 74                      |                             |                                             |                                           | 50                                      |                          |
| Stehplätze (4 Pers./m²):          |                                   |                            | 208                     | 192                | 145                             | 161                             | 122                             | 172                     |                             |                                             |                                           |                                         |                          |
| Einstiegshöhe:                    | 350 mm                            | 350 mm                     | 320 mm                  | 320 mm             |                                 | 300 mm                          | 300 mm                          | 300 mm                  |                             |                                             |                                           |                                         |                          |
| Anzahl Doppeltüren: Einfachtüren: | 3 pro Seite 0                     | 4 pro Seite 0              | 6 pro Seite 1 pro Seite | 4 2                | 5 2                             | 4 2                             | 3 2                             | 6 2                     |                             | 8 0                                         | 8 0                                       | 3 pro Seite 2 pro Seite                 | 6 pro Seite 0            |
| Besonderheiten:                   | Dreiteilige Variante ohne Sänften | fünfteilige Variante       |                         |                    |                                 |                                 |                                 |                         |                             |                                             |                                           |                                         | mit Lithiumtitanat-Akkus |
| Quelle:                           | [ 47 ] [ 21 ] [ 48 ]              | [ 21 ]                     | [ 49 ]                  | [ 49 ]             |                                 | [ 30 ] [ 29 ]                   | [ 30 ] [ 29 ]                   | [ 50 ] [ 51 ]           | [ 33 ]                      | [ 52 ]                                      |                                           | [ 37 ]                                  | [ 39 ]                   |